# Neu-Kölln
Ne doit pas être confondu avec Neukölln.
Neu-Kölln (différentes variantes orthographiques également avec « C », parfois avec l'ajout « am Wasser ») est un quartier historique dans ce qui est aujourd'hui le quartier Mitte de Berlin. Créé en 1662 comme une extension de Kölln, c'est plus tard un quartier à part entière nommé Neu-Kölln. Il est à distinguer du quartier de Berlin-Neukölln, situé plus au sud-est.

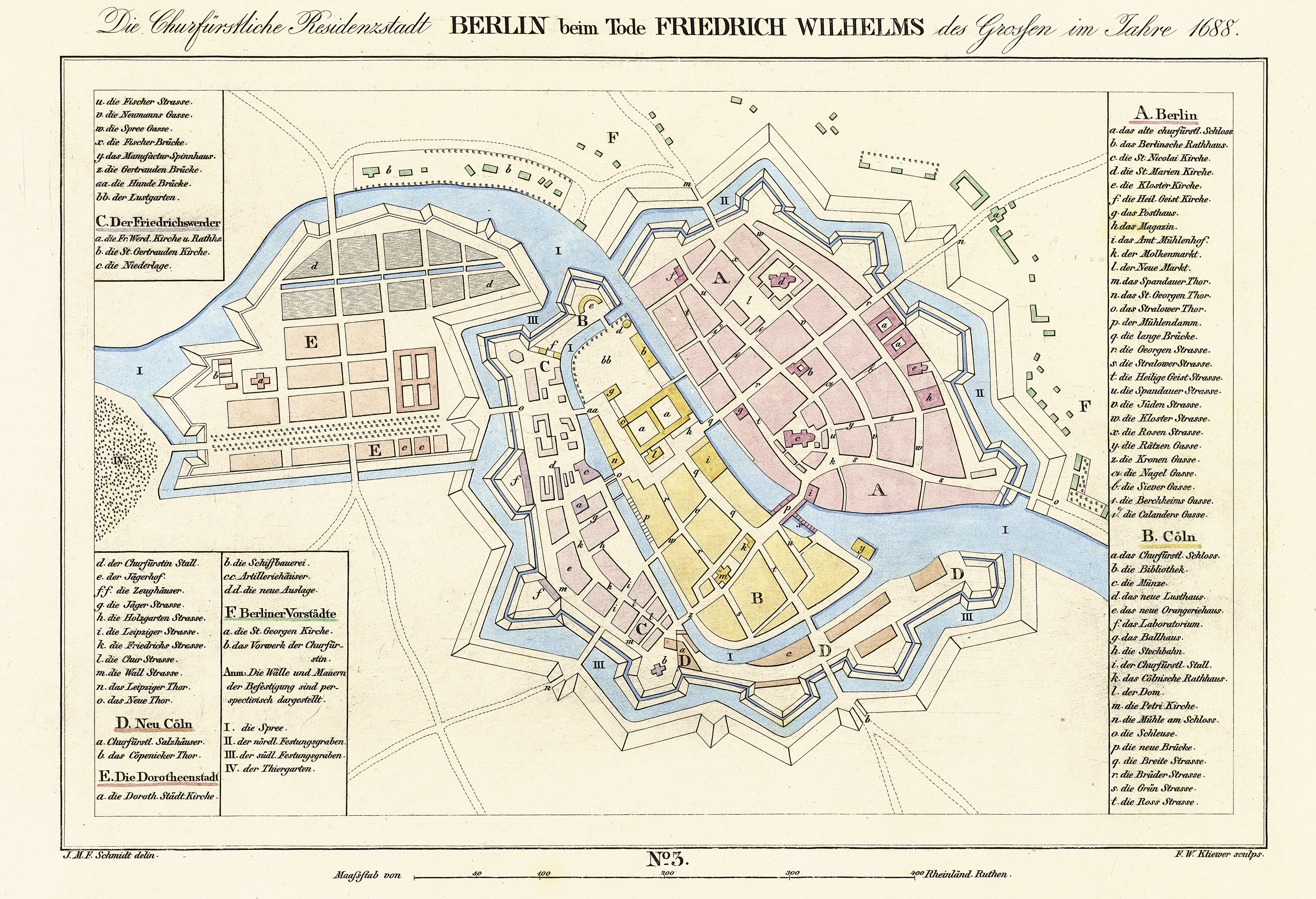
Neu-Kölln marqué d'un "D", 1688.
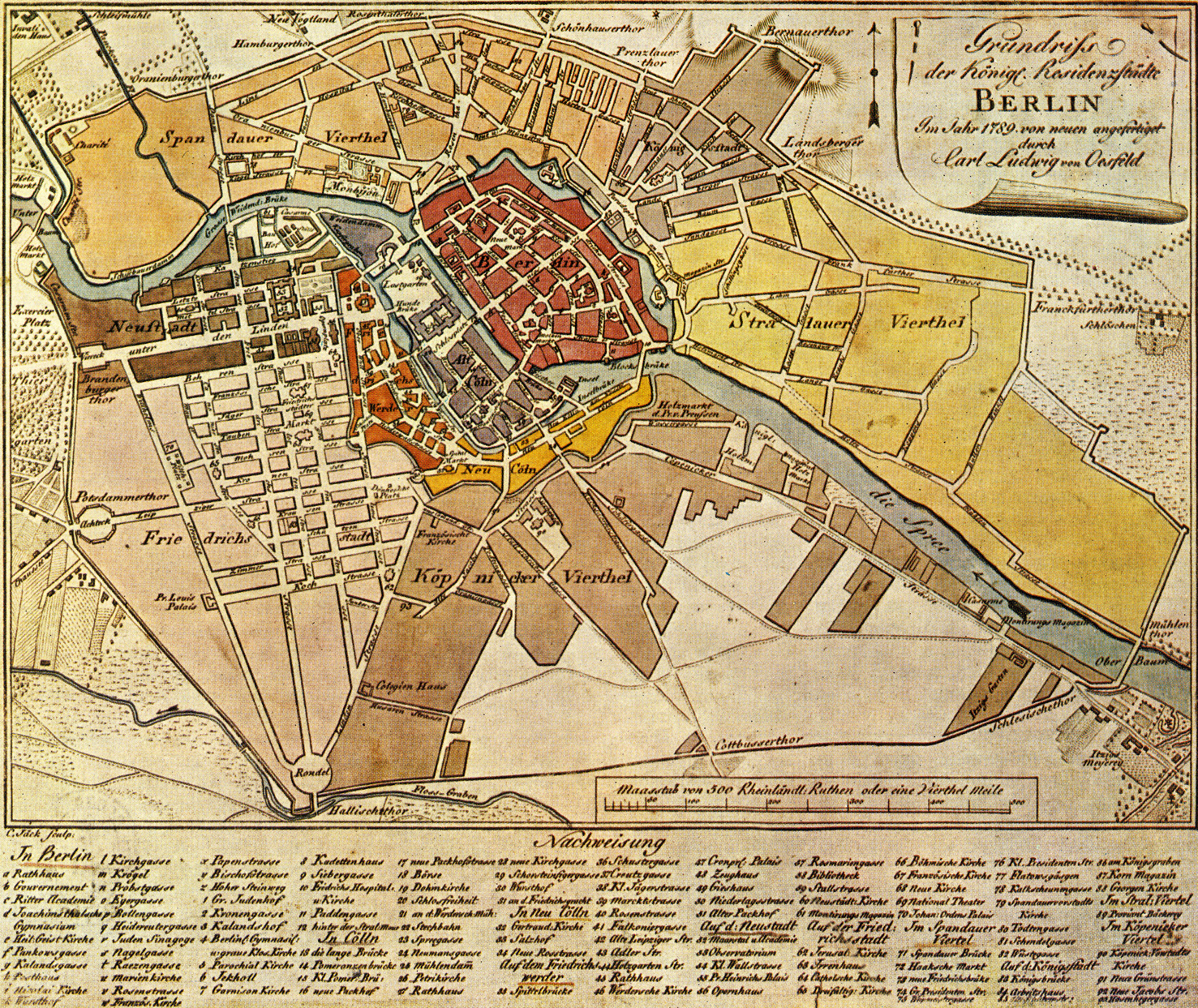
Neu-Kölln marqué en jaune foncé, 1789.

## Géographie
Neu-Kölln est situé au sud du canal de la Spree. La limite sud est formée par le fossé de la forteresse (Grüner Graben), comblé en 1883, que l'on peut encore voir aujourd'hui en partie au tracé des limites de propriété. Aujourd'hui, Neu-Kölln borde Luisenstadt au sud et Friedrichswerder à l'ouest.
Le quartier est relié à Alt-Kölln au nord par les ponts Alte und Neue Gertraudenbrücke, Grünstraßenbrücke, Roßstraßenbrücke, Inselbrücke, et jusqu'à sa démolition en 1960, le Waisenbrücke.

## Histoire

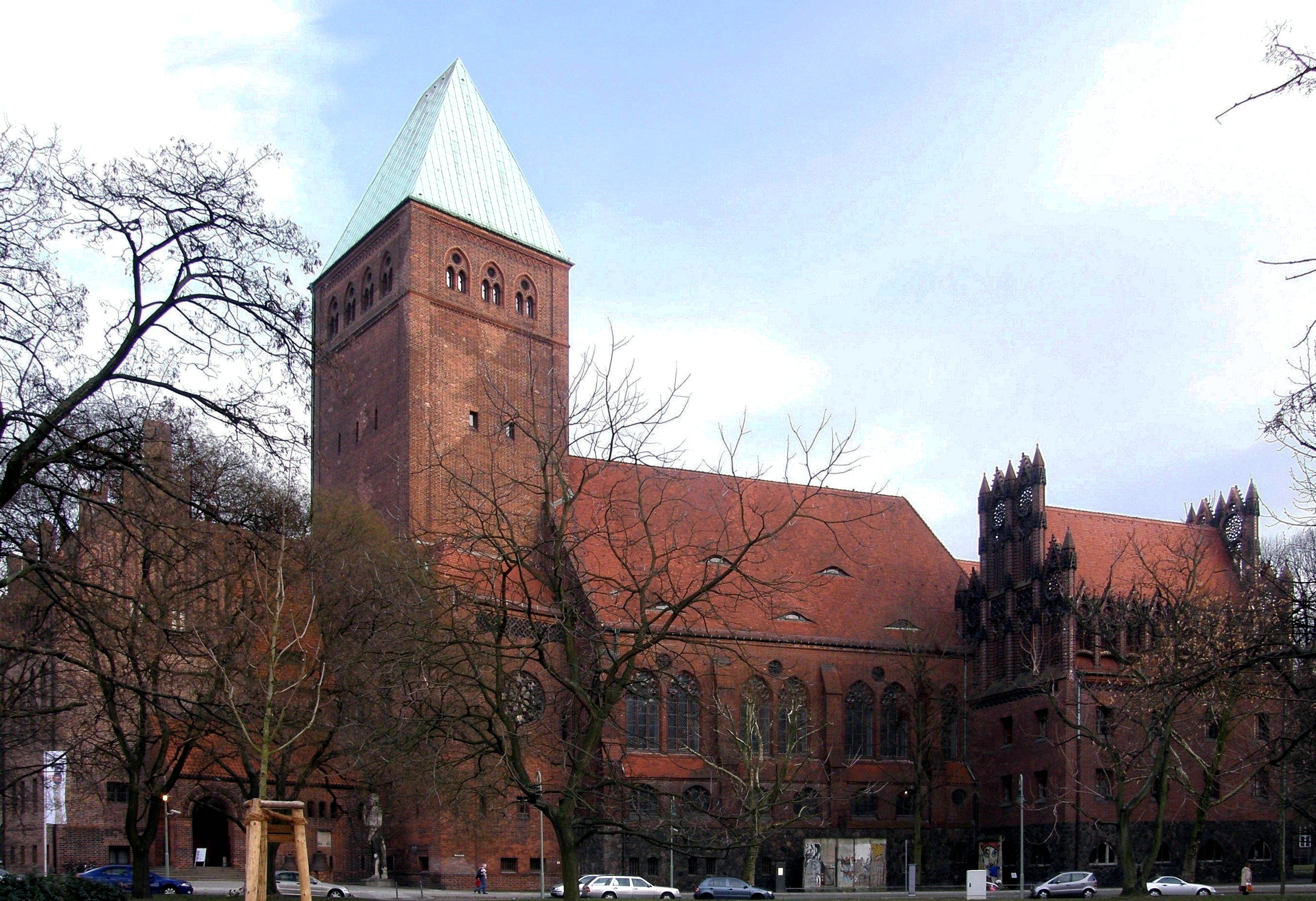
Märkisches Museum.
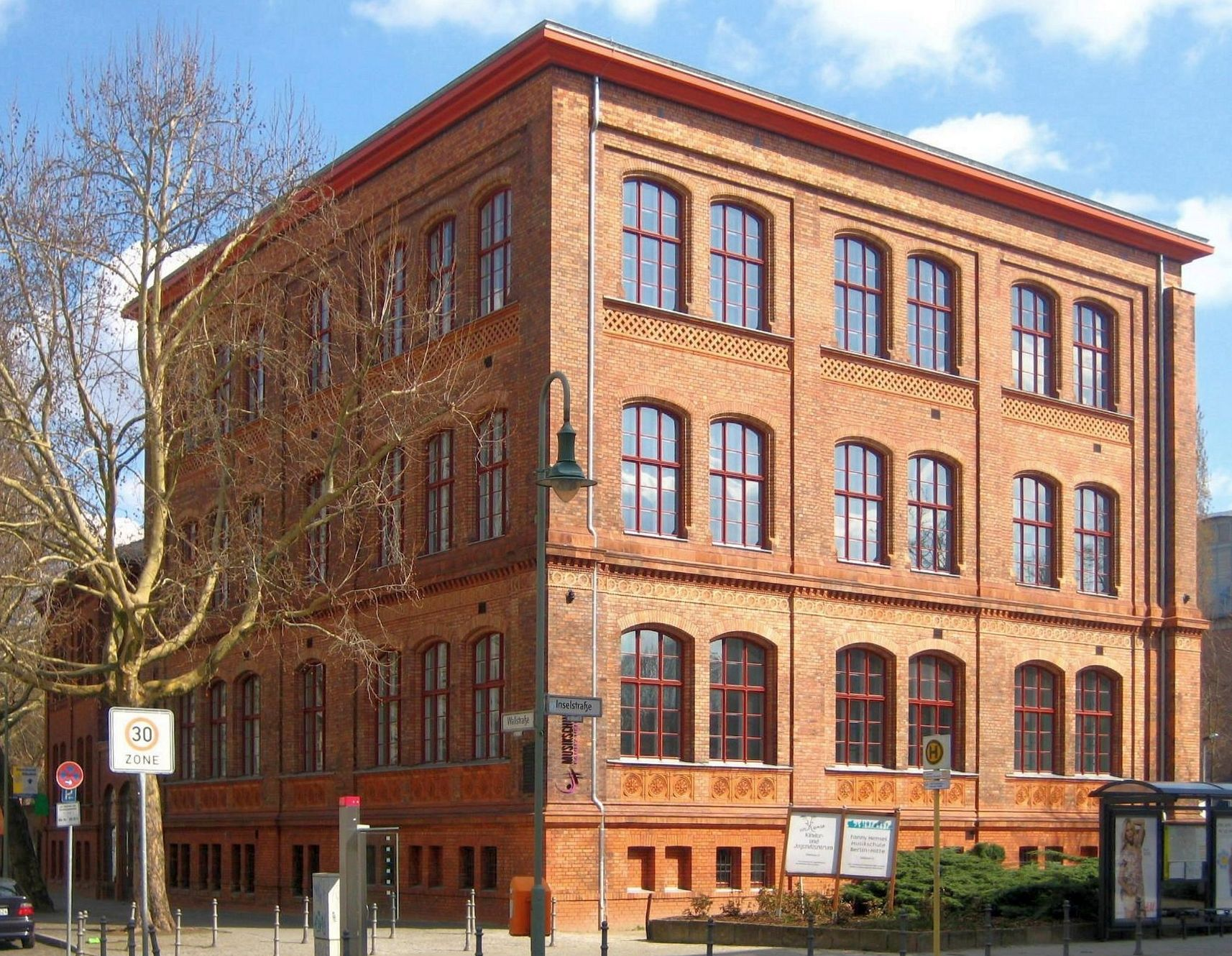
Reliquat du bâtiment de l'ancien lycée de Kölln.
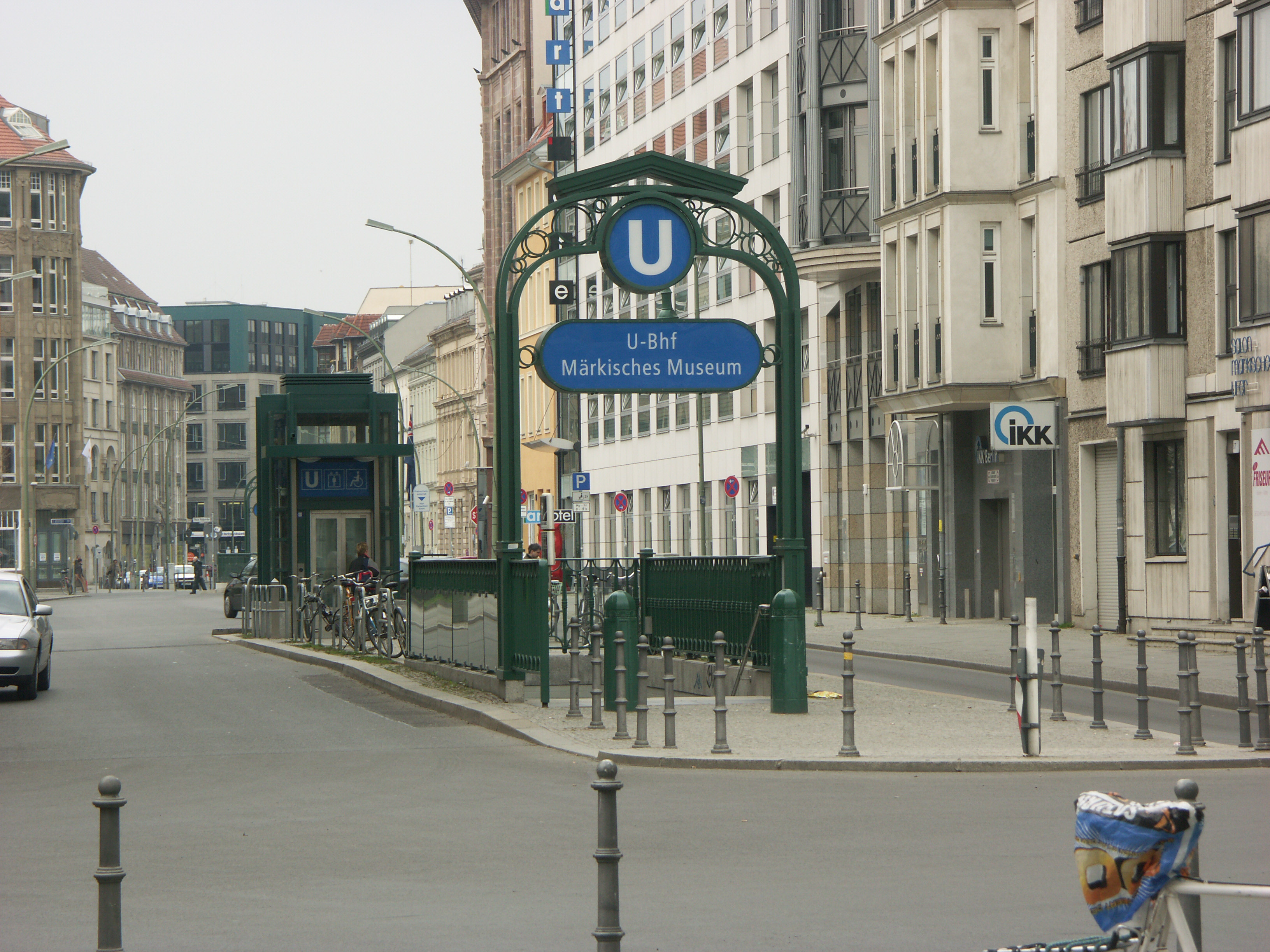
Station de métro Märkisches Museum, auparavant Inselbrücke.